# Frank Gehry
Frank Owen Gehry, właśc. Ephraim Goldberg (ur. 28 lutego 1929 w Toronto) – amerykański architekt, pochodzący z kanadyjskiej rodziny polsko-żydowskiej i projektant form przemysłowych, jeden z głównych przedstawicieli dekonstruktywizmu. Laureat Nagrody Pritzkera z 1989.

## Życiorys

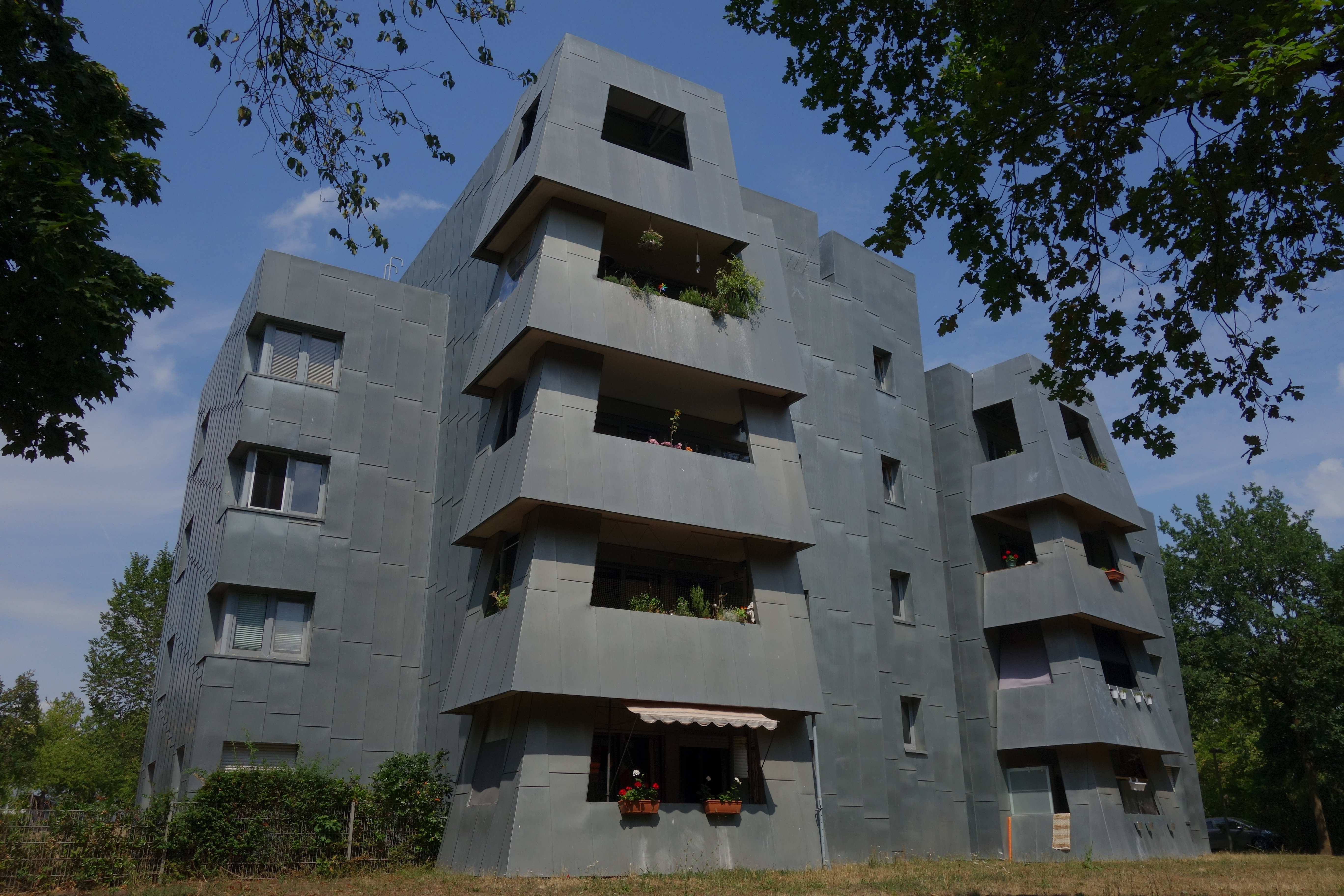
Lokal socjalny w Frankfurt-Schwanheim

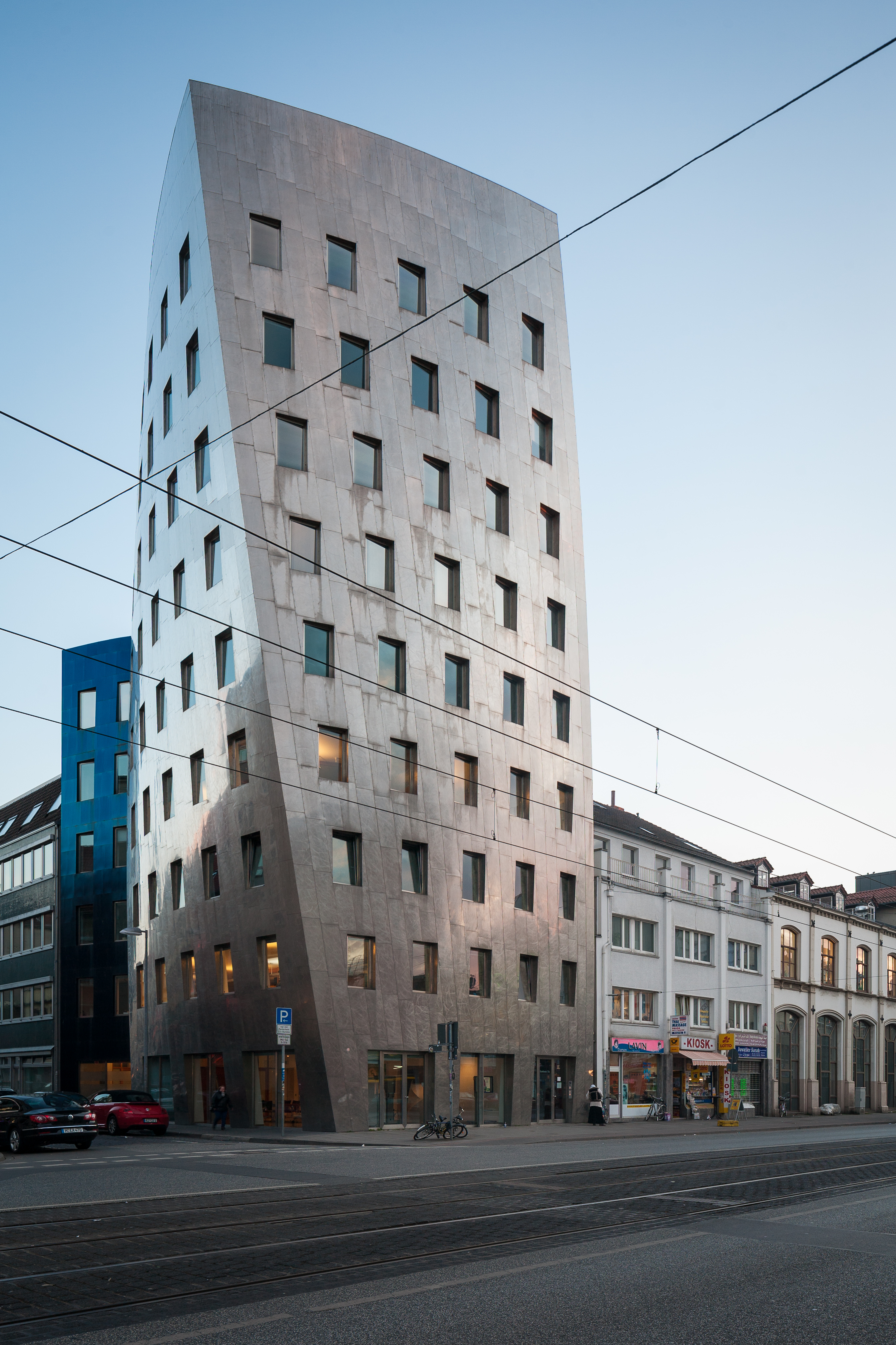
F. Gehry: Gehry Tower w Hanowerze

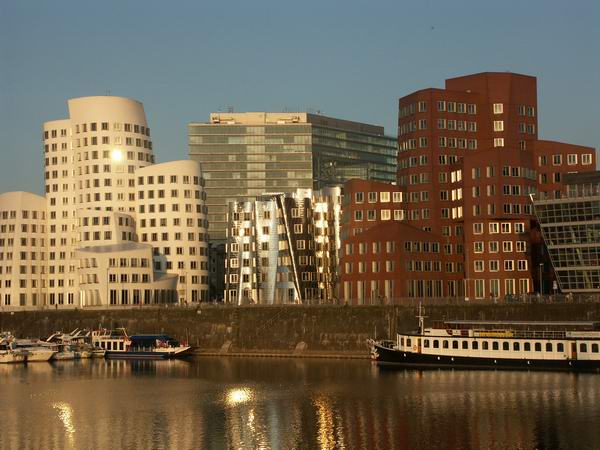
F. Gehry: Biurowce w Medienhafen w Düsseldorfie

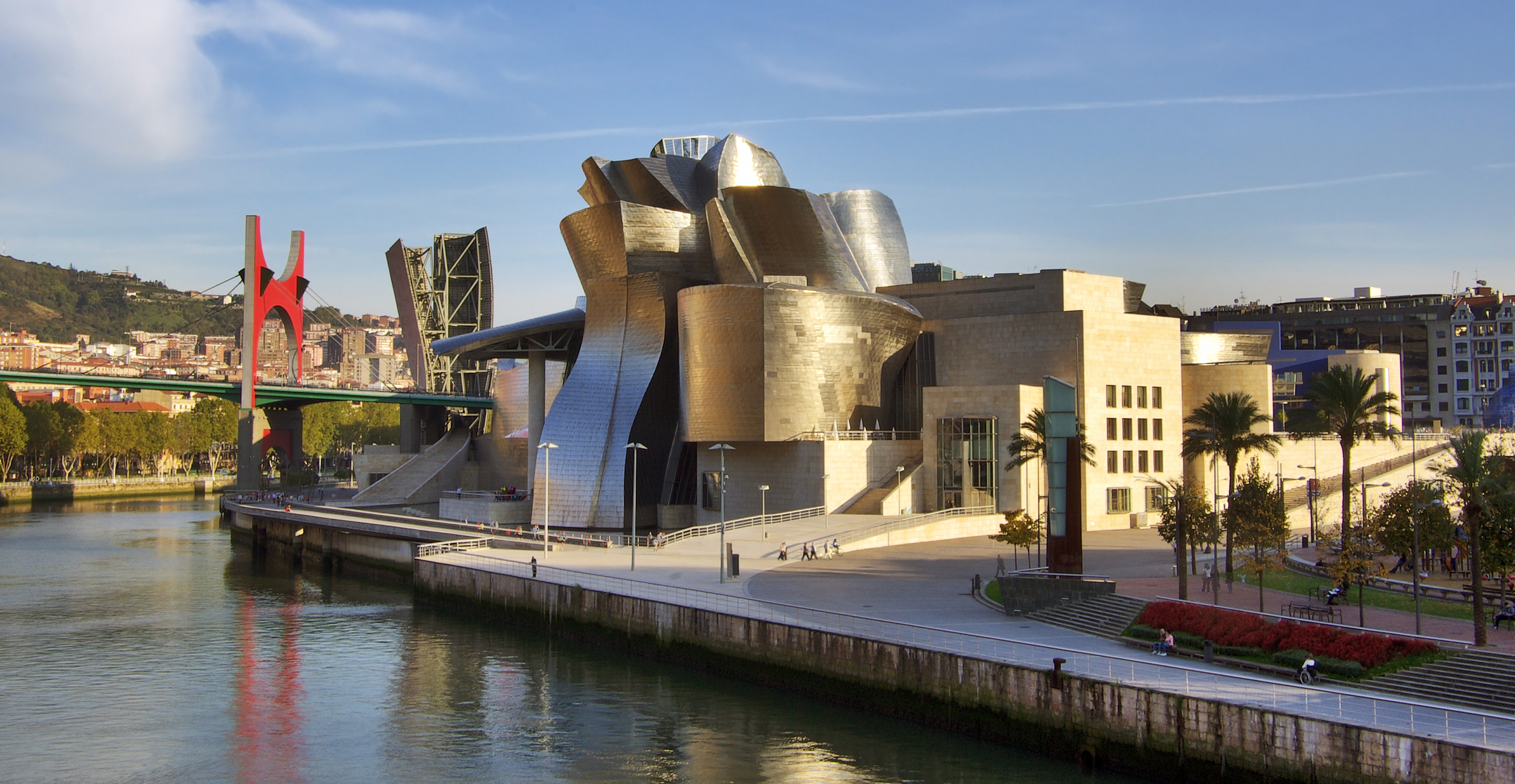
F. Gehry: Muzeum Guggenheima w Bilbao

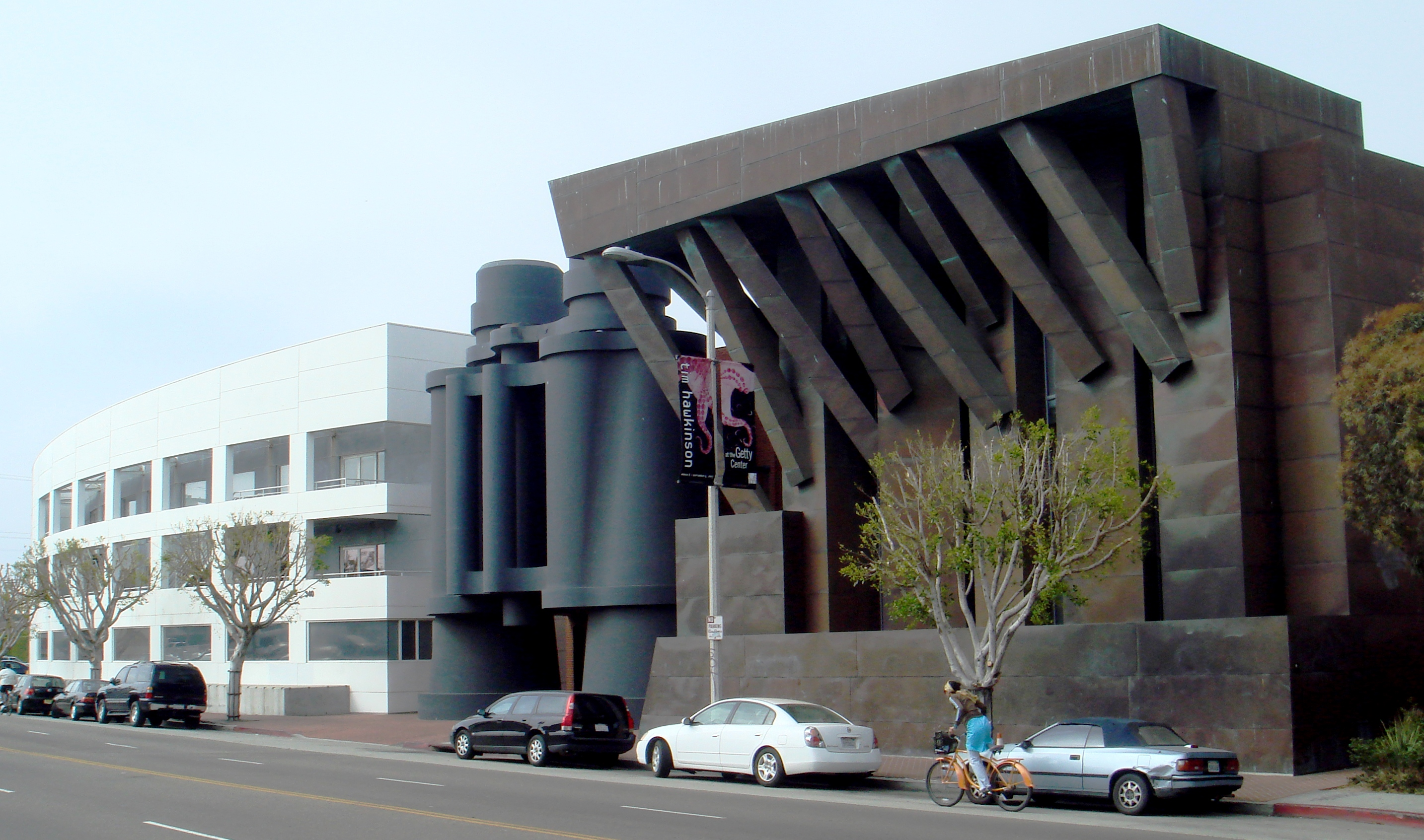
Chiat/Day Building, Venice, Los Angeles

Gehry przyszedł na świat jako Frank Owen Goldberg 28 lutego 1929 roku w Toronto w Kanadzie. Rodzina Gehry’ego wywodzi się z Polski. Jego dziadkowie są pochowani na Cmentarzu żydowskim w Łodzi, a jego matka się tam urodziła.
W 1947 Gehry wyemigrował wraz z rodziną do Kalifornii, gdzie do 1954 studiował architekturę na University of Southern California w Los Angeles, a następnie urbanistykę na Harvardzie. W tym samym roku zmienił również swoje nazwisko na Gehry. Zaczynał karierę pracując dla Victora Gruena i firmy architektonicznej Pereira & Luckman. Po powrocie z krótkookresowej pracy w Paryżu, założył własne biuro architektoniczne w 1962. Mieszka w Santa Monica. W 2002 jego pracownia zmieniła nazwę z Frank O. Gehry & Associates na Gehry Partners.

## Styl projektów
Od początku kariery Gehry sprzeciwiał się w swoich projektach modernizmowi, stawiając na większe wyrażanie ekspersji czy indywidualności. Budynki Gehry’ego mają cechy kolażu złożonego z powyginanych brył o powierzchni wykonanej z różnych i w tradycyjnej architekturze nieprzystających do siebie materiałów (tytan, beton, kamień, tynk, siatka druciana itd.). Gehry zaskakuje również niekonwencjonalnymi zestawieniami barw. Charakterystyczne i łatwo kojarzone z architektem są silnie przechylone ściany i pofalowane płaszczyzny.
Jest jednym z najsłynniejszych reprezentantów dekonstruktywizmu. Jego architektura jest zorientowana przede wszystkim na efekt zewnętrzny, świadomie wywołując szok poprzez kontrast z tradycyjną przestrzenią miejską.
Krytycy Gehry’ego wskazują na miałkość projektów wnętrz i banalizm układów funkcjonalnych. Często zarzuca mu się też ograniczanie się do tego samego repertuaru zmanierowanych form.

## Dzieła
- biurowiec Chiat/Day/Mojo w Venice w Kalifornii, 1975–1991 (z Coosje van Bruggenem i Claesem Oldenburgiem)
- dom własny w Santa Monica w Kalifornii, 1977–1979
- California Aerospace Museum w Santa Monica, 1982–1984
- Vitra Design Museum w Weil am Rhein, 1989
- American Center w Paryżu,  1991–1994
- Lokal socjalny w Frankfurt-Schwanheim, 1994
- Weisman Art Museum Uniwersytetu Minnesota
- Centrum Komunikacji i Technologii w Bad Oeynhausen, 1991–1995
- Muzeum Guggenheima w Bilbao, 1991–1997
- Tańczący dom w Pradze, 1995
- Fundacja Louis Vuitton w Paryżu[8]
- Neuer Zollhof w Düsseldorfie, 1997–1999
- Experience Music Project and Science Fiction Museum and Hall of Fame w Seattle, 2000–2004
- wieżowiec Gehry-Tower w Hanowerze, 2000–2001
- budynek DZ BANK przy Pariser Platz w Berlinie, 2001
- Kładka BP w Chicago, 2004
- MARTa-Museum w Herfordzie, 2001–2005
- wieżowiec 8 Spruce Street w Nowym Jorku, 2006–2010

## Odznaczenia
- Prezydencki Medal Wolności – 2016[9]
- National Medal of Arts – 1998[10]